# Liste der Abgeordneten der Landstände des Großherzogtums Hessen (32. Wahlperiode)
Diese Liste stellt die Abgeordneten des 32. Landtags des Großherzogtums Hessen im Jahr 1902 dar.
Der Landtag bestand aus 2 Kammern.

## Erste Kammer

### Präsidium
Auf der konstituierenden Sitzung der ersten Kammer am 24. November 1902 wurde folgender Erster Präsident durch den Großherzog ernannt und folgendes weiteres Präsidium durch die Kammer gewählt:
- Erster Präsident: Graf Emil von Schlitz, genannt Görtz in Schlitz
- Zweiter Präsident: Graf zu Erbach-Fürstenau in Fürstenau
- Dritter Präsident: Geheimrat Finger
- Sekretär: Graf zu Solms-Laubach in Laubach
- Sekretär: Geheimrat Goldmann

### Mitglieder
- Fürst zu Leiningen in Amorbach
- Fürst zu Ysenburg und Büdingen in Büdingen
- Fürst zu Solms-Hohensolms-Lich in Lich
- Fürst zu Ysenburg und Büdingen in Birstein
- Graf Kuno zu Stolberg-Roßla als Vormund des minderjährigen Fürsten zu Stolberg-Roßla in Ortenberg
- Prinz Friedrich zu Solms-Braunfels als Vormund des minderjährigen Fürsten zu Solms-Braunfels in Braunfels
- Graf zu Erbach-Schönberg in Schönberg
- Graf zu Erbach-Erbach in Erbach
- Graf zu Solms-Laubach in Laubach
- Graf zu Erbach-Fürstenau in Fürstenau
- Graf zu Ysenburg und Büdingen in Meerholz
- Graf zu Solms-Rödelheim in Assenheim
- Ludwig Riedesel Freiherr zu Eisenbach, Senior der Familie Riedesel
- Prälat D. Walz
- Professor Arthur Benno Schmidt als Vertreter des Kanzlers der Landesuniversität
- Oberstallmeister Moritz Riedesel Freiherr zu Eisenbach
- Geheimer Kommerzienrat Michel aus Mainz
- Geheimrat Goldmann aus Darmstadt
- Staatsminister a. D. Jakob Finger aus Darmstadt
- Professor Kittler aus Darmstadt

## Zweite Kammer

### Wahl
Die Wahlmännerwahl zum 32. Landtag des Großherzogtum Hessen fand am 29. Oktober 1902 statt. Die Wahlmänner wählten am 8. November 1902 die eigentlichen Abgeordneten.
Die Wahl der zweiten Kammer 1902 ergab folgende Sitzverteilung:
| Partei       | Sitze    | Veränderung |
| ------------ | -------- | ----------- |
| NLP          | 18 Sitze | 4 Sitze -   |
| HBB          | 13 Sitze | 13 Sitz +   |
| Zentrum      | 7 Sitze  | unverändert |
| SPD          | 6 Sitze  | unverändert |
| FVP          | 3 Sitze  | 1 Sitz +    |
| Fraktionslos | 3 Sitze  | 10 Sitze -  |

### Präsidium
Auf der konstituierenden Sitzung der zweiten Kammer am 25. November 1902 wurde folgendes Präsidium gewählt:
- Erster Präsident: Wilhelm Haas
- Zweiter Präsident: Adam Joseph Schmitt (Zentrum)
- Dritter Präsident: Nikolaus Andreas Reinhart
- Sekretär: Heinrich Schmalbach
- Sekretär: Carl Ulrich

### B
- Wilhelm Bähr
- Heinrich Berthold
- Heinrich Brauer
- Friedrich Braun, Bürgermeister von Alsheim
- Wilhelm Heinrich Breimer
- Otto Rudolf von Brentano di Tremezzo (Zentrum)

### C
- Balthasar Cramer

### D
- Karl Damm
- Eduard David
- Edmund Diehl, Bürgermeister von Gau-Odernheim

### E
- Wilhelm Erk
- Wilhelm Euler

### F
- Ignaz Frenay

### G
- Egid Gutfleisch (FVP)

### H
- Philipp Haas
- Wilhelm Haas, Erster Präsident
- Georg III. Hauck, Bürgermeister von Schaafheim
- Georg Häusel
- August Heidenreich
- Otto Hirschel
- David Horn (Zentrum)

### J
- Wilhelm Joutz

### K
- Philipp Köhler Bürgermeister von Langsdorf
- Gustav Korell

### L
- Friedrich Lang
- Wilhelm Langenbach
- Johannes Leun, Schriftführer, Bürgermeister von Großen-Linden

### M
- Johann Albert Möllinger
- Joseph Molthan

### N
- August Noack

### O
- Johannes Orb (SPD)
- Waldemar von Oriola (NLP)

### P
- Jakob Pennrich
- Adolf Pitthan

### R
- Heinrich Reh
- Nikolaus Andreas Reinhart, Dritter Präsident
- Philipp Ripper

### S
- Ludwig Saeng
- Simon Friedrich Schill
- Jakob Schlenger
- Heinrich Schmalbach, Bürgermeister von Crainfeld, Sekretär
- Adam Joseph Schmitt (Zentrum), Zweiter Präsident
- Georg Schönberger
- Adam Seelinger
- Adam Senßfelder, Bürgermeister von Büttelborn
- Alexander Stöpler, Bürgermeister von Lauterbach

### U
- Carl Ulrich (SPD), Sekretär

### W
- Sebastian Weidner, Bürgermeister von Herchenhain
- Friedrich Weith
- Michael Wolf IV